# Liocrobyla
Liocrobyla is een geslacht van vlinders uit de familie mineermotten (Gracillariidae).
Het geslacht omvat volgende soorten:
- Liocrobyla brachybotrys Kuroko, 1960
- Liocrobyla desmodiella Kuroko, 1982
- Liocrobyla kumatai Kuroko, 1982
- Liocrobyla lobata Kuroko, 1960
- Liocrobyla minima (Noreika, 1992)
- Liocrobyla paraschista Meyrick, 1916
- Liocrobyla saturata Bradley, 1961
- Liocrobyla tephrosiae Vári, 1961